# Liste von Bergwerken im Oberbergischen Kreis
In der Liste von Bergwerken im Oberbergischen Kreis werden die Gruben auf den Gangerzlagerstätten im Oberbergischen Kreis aufgeführt. Sie erhebt keinen Anspruch auf Vollständigkeit.

## Liste

### Bergneustadt
| Name       | Gemeinde  | Beginn | Ende | Teufe | Anmerkungen                                  | Lage | Bild |
| ---------- | --------- | ------ | ---- | ----- | -------------------------------------------- | ---- | ---- |
| Eisenkrone | Derschlag |        |      |       | Eisen, Kupfer; 5 km südöstl. von Gummersbach |      |      |

### Engelskirchen
| Name             | Gemeinde   | Beginn        | Ende | Teufe        | Anmerkungen | Lage | Bild |
| ---------------- | ---------- | ------------- | ---- | ------------ | --- | ---- | ---- |
| Bliesenbach      | Loope      | 13. Jh.       | 1926 | 522 m        | Blei, Zink; in alter Zeit: Förderstollen, Grundstollen (20 m tiefer) mit 300 m Länge, alter Schacht bis 70 m Teufe; 1853 neu gemutet; neu verliehen 9.1854; Stollen; 2 Schächte; bis zu 580 Belegschaftsmitglieder                                                                          | Lage |      |
| Bruno II         | Niederhof  | 1859, 8. Aug. | 1931 | 91 m (mind.) | Kupfer, Zink, Eisen, Schwefelkies; verliehen am 26. Dezember 1859; 1900 Schacht I; 1906 Schacht II; 1908 eingestellt; 1924 wieder aufgenommen; Seilbahn zur Aufbereitungsanlage der Grube Castor                                                                                            | Lage |      |
| Castor           | Loope      | 1853          | 1929 | 226 m        | Blei, Zink, Kupfer, Eisen, Schwefelkies; Tiefer Stollen; bis zu 392 Betriebsmitarbeiter | Lage |      |
| Christiansfreude | Heckhaus   |               |      |              | Blei | Lage |      |
| 15 Löwenpfähle   | Kaltenbach |               | 1863 | 85 m         | Brauneisenstein; zu Vereinigter Alter Stollenberg |      |      |
| Litz             | Kaltenbach |               |      |              | zu Vereinigter Alter Stollenberg |      |      |
| Madonna          | Loope      |               | 1881 |              | Blei |      |      |
| Neu Moresnet IV  | Loope      |               | 1908 |              | Blei; Oberer Stollen; Tiefer Stollen |      |      |
| Silberkaule      | Loope      | 13. Jh.       | 1896 | 175 m        | Blei, Zink, Kupfer, Schwefelkies; 1838 neu verliehen; Stollen, 3 Schächte (Mals, Baur und Carl Paula); 5 Tiefbausohlen; insgesamt 3700 m Streckenführung; Betriebszeiten: 1838–44, 68–92; Versuchsarbeiten bis 1896 (Ende endgültig 98); Gesamtförderung: 543 t Zink- und 30.315 t Bleierze | Lage |      |

### Gummersbach
| Name                | Gemeinde       | Beginn     | Ende | Teufe | Anmerkungen                                                                         | Lage | Bild |
| ------------------- | -------------- | ---------- | ---- | ----- | ----------------------------------------------------------------------------------- | ---- | ---- |
| Grünbleiberg        | Niedergelpe    |            | 1910 |       | Blei, Zink                                                                          | Lage |      |
| Heinrich Gericke    | Lieberhausen   |            |      |       | Eisen                                                                               |      |      |
| Helberg             | Helberg        |            |      |       | [ 4 ]                                                                               |      |      |
| Hühnerschnapp       | Strombach-Lope |            |      |       | Eisen                                                                               |      |      |
| Karl I              | Kotthausen     |            |      |       | Blei, Kupfer, Nickel                                                                |      |      |
| Laura               | Wasserfuhr     |            | 1910 |       | Blei                                                                                |      |      |
| Neue Cäcilia        | Lützinghausen  | 1834-03-07 |      |       | Blei, Eisen, Kupfer; am 28.04.1834 mit Neue Cacilia Massen konsolidiert; zu Cäcilia |      |      |
| Neue Cäcilia Massen | Lützinghausen  | 1834-03-07 |      |       | Blei, Eisen, Kupfer; am 28.04.1834 mit Neue Cacilia konsolidiert; zu Cäcilia        |      |      |
| Siegfried           | Dieringhausen  |            | 1910 |       | Blei, Zink, Kupfer                                                                  |      |      |
| Vereinigte Cäcilia  | Lützinghausen  | 1808       | 1959 |       | Blei, Zink, Kupfer; 1857 50 Arbeiter                                                |      |      |
| Weylandsberg        | Lieberhausen   |            |      |       | [ 4 ]                                                                               |      |      |

### Hückeswagen
| Name                           | Gemeinde       | Beginn     | Ende | Teufe | Anmerkungen                                                                  | Lage | Bild |
| ------------------------------ | -------------- | ---------- | ---- | ----- | ---------------------------------------------------------------------------- | ---- | ---- |
| Am Wegerhof                    | ?              | 1797       |      |       | [ 11 ]                                                                       |      |      |
| Apollo 7                       | Altenhöh       | 1860       |      |       | Brauneisenstein; nähe Altenhöh                                               |      |      |
| Bewer                          | Hückeswagen    | 1867       |      |       | Eisen; auch Bever geschrieben                                                |      |      |
| Bolivar                        | ?              |            |      |       | [ 12 ]                                                                       |      |      |
| Brücke                         | ?              | 1867       |      |       | Eisen                                                                        |      |      |
| Cid                            | Hückeswagen    | 1890 (vor) |      |       | Eisen                                                                        |      |      |
| Conrad                         | Kormannshausen | 1866 (um)  |      |       | Kupfer                                                                       |      |      |
| Cordelia                       | Hückeswagen    | 1890 (vor) |      |       | Eisen                                                                        |      |      |
| Custozza                       | Hückeswagen    | 1890 (vor) |      |       | Eisen                                                                        |      |      |
| Daniel Züger                   | Hückeswagen    | 1804       |      |       | Kupfer                                                                       |      |      |
| Frohnhausen                    | Frohnhausen    | 1870 (um)  |      |       | Eisen                                                                        |      |      |
| Daniel Züger                   | Hückeswagen    | 1804       |      |       | Kupfer                                                                       |      |      |
| Hadrian                        | Hückeswagen    | 1890 (vor) |      |       | Eisen                                                                        |      |      |
| Heinrichszeche                 | Hückeswagen    | 1890 (vor) |      |       | Spateisenstein; zwischen Bornbach und dem Rattenberg                         |      |      |
| Herweg                         | Hückeswagen    | 1890 (vor) |      |       | Eisen                                                                        |      |      |
| Mittberg                       | Hückeswagen    | 1890 (vor) |      |       | Eisen                                                                        |      |      |
| Percy                          | Hückeswagen    | 1890 (vor) |      |       | Eisen                                                                        |      |      |
| Platzhausen                    | Hückeswagen    | 1890 (vor) |      |       | Eisen                                                                        |      |      |
| Pleuse                         | Hückeswagen    | 1867       |      |       | Eisen                                                                        |      |      |
| Primus                         | Hückeswagen    | 1857-03-17 |      |       | Blei, Kupfer; umfasst auch Wilhelmssegen; Stollen mit 38 m Länge im Dhünntal |      |      |
| Tasso                          | Hückeswagen    | 1890 (vor) |      |       | Eisen                                                                        |      |      |
| Tassilo                        | Hückeswagen    | 1890 (vor) |      |       | Eisen                                                                        |      |      |
| Torstenson                     | Hückeswagen    | 1860 (um)  |      |       | Eisen                                                                        |      |      |
| Totilas                        | Hückeswagen    | 1890 (vor) |      |       | Eisen                                                                        |      |      |
| Sten-Sture                     | Hückeswagen    | 1890 (vor) |      |       | Eisen                                                                        |      |      |
| Tubalcain V-VII, IX, XII, XIII | Hückeswagen    | 1855 (um)  | 1912 |       | Eisen, Schwerspath; in der Mul; Schwerspathabbau bis 1912 (Tubailkan IX)     |      |      |
| Tudor                          | Hückeswagen    | 1860 (um)  |      |       | Eisen                                                                        |      |      |
| Vulkan II-VI                   | Hückeswagen    | 1859 (um)  |      | Eisen |                                                                              |      |      |
| Vulkan VIII                    | Rautzenberg    | 1846       |      |       | Richtung Wipperfürth, Stadtübergreifend bei Rautzenberg                      |      |      |
| Wilhelmssegen                  | Hückeswagen    | 1855       |      |       | Blei, Kupfer; auch Wilhelmshütte genannt; später zu Primus                   |      |      |
| Wüste                          | Hückeswagen    | 1860 (um)  |      |       | Eisen                                                                        |      |      |

### Lindlar
| Name               | Gemeinde      | Beginn | Ende | Teufe | Anmerkungen | Lage | Bild |
| ------------------ | ------------- | ------ | ---- | ----- | ----------- | ---- | ---- |
| Apollinarius       | Frielingsdorf |        |      |       | Blei        |      |      |
| Marschall Vorwärts | Schönenborn   |        | 1860 |       | Eisen       |      |      |

### Marienheide
| Name       | Gemeinde     | Beginn | Ende | Teufe | Anmerkungen | Lage | Bild |
| ---------- | ------------ | ------ | ---- | ----- | ----------- | ---- | ---- |
| Lokomotive | Obergogarten |        |      |       | Eisen       |      |      |

### Morsbach
In Morsbach gab es um die 70 verschiedenen Gruben und Bergwerke mit zum Teil über 600 Jahre dauernder Geschichte.
| Name              | Gemeinde            | Beginn | Ende | Teufe | Anmerkungen | Lage | Bild |
| ----------------- | ------------------- | ------ | ---- | ----- | --- | ---- | ---- |
| Bertha            | Morsbach            |        |      |       | westl. von Morsbach                                                                                             |      |      |
| Blechmarie        | Hahn                |        |      |       | Blei, Kupfer, Eisen                                                                                             |      |      |
| Böcklingen        | Böcklingen          | 1311   |      |       | Kupfer |      |      |
| Elisabeth         | Morsbach            |        |      |       | westl. von Morsbach                                                                                             |      |      |
| Engelbert         | Lichtenberg         |        |      |       | Blei |      |      |
| Eule              | Herbertshagen       |        |      |       | nördl. von Herbertshagen                                                                                        |      |      |
| Freudenberg       | Morsbach-Stockshöhe |        |      |       | Blei, Kupfer, Eisen, Zink                                                                                       |      |      |
| Freundstein       | Hellerseifen        |        |      |       | Blei; Längenfeld bei Hellerseifen                                                                               |      |      |
| Georg und Sonne   | Volperhausen        |        | 1926 | 340 m | Kupfer, Eisen; 2 1–7 m mächtige Gänge; mehrere Schächte; Gesamtförderung: 281.608 t; 330 Belegschaftsmitglieder |      |      |
| Gustav Wilhelm    | Morsbach            |        |      |       | Eisen?; im Besitz der Gewerkschaft Hameln bei Morsbach                                                          |      |      |
| Guter Wilhelm     | Morsbach-Stockshöhe |        |      |       | Blei, Kupfer, Eisen, Schwefelkies, Zink                                                                         |      |      |
| Haupt Hüser       | Morsbach-Stockshöhe |        |      |       | Blei, Kupfer, Eisen; Stollen                                                                                    | ⊙    |      |
| Kohlhaase         | Reinshagen          |        |      |       | westl. von Reinshagen                                                                                           |      |      |
| Magdalena         | Euelsloch           | 1890   | 1912 |       | Eisen; Tiefer Magdalenastollen; Abbau auf 2050 m Länge; bis zu 140 Bergleute                                    |      |      |
| Neuer Bleiberg    | Berghausen          |        |      |       | Blei, Kupfer, Eisen; östl. von Hellerseifen                                                                     |      |      |
| Philippus         | Morsbach            |        |      |       | Blei |      |      |
| Rhunland?         | Herbertshagen       |        |      |       | Längenfeld südl. von Herbertshagen                                                                              |      |      |
| Schöne Aussicht   | Morsbach            |        |      |       | Blei, Kupfer |      |      |
| Vereinigtes Padua | Morsbach-Stockshöhe |        |      |       | Blei, Kupfer, Eisen, Zink, Mangan, Schwefelkies; nördlich Stockshöhe                                            |      |      |
| Weißenberg        | Böcklingen          |        | 1929 |       | Eisen |      |      |
| Wilhelm I         | Morsbach            |        |      |       | Blei |      |      |

### Nümbrecht
| Name                    | Gemeinde         | Beginn | Ende | Teufe | Anmerkungen | Lage | Bild |
| ----------------------- | ---------------- | ------ | ---- | ----- | ----------- | ---- | ---- |
| Erzengel                | Niederbröl       |        |      |       | Blei        |      |      |
| Alte Kupferkaule        | Marienberghausen |        |      |       | Blei        |      |      |
| Vereinigter Fahlenbruch | Elsenroth        |        |      | 40 m  | Eisen       |      |      |

### Radevormwald
| Name               | Gemeinde         | Beginn     | Ende | Teufe | Anmerkungen                 | Lage | Bild |
| ------------------ | ---------------- | ---------- | ---- | ----- | --------------------------- | ---- | ---- |
| Berg               | Radevormwald     |            |      |       | Eisen; nahe Kortmannshausen |      |      |
| Berg II            | Radevormwald     |            |      |       | Eisen; nahe Kortmannshausen |      |      |
| Berg III           | Radevormwald     |            |      |       | Eisen; nahe Hof Ahlhausen   |      |      |
| Carolina           | Wiebachtal       | 1854       |      | 31 m  | Kupfer                      |      |      |
| Condor             | Radevormwald     | 1890 (vor) |      |       | Eisen                       |      |      |
| Coriolan           | Radevormwald     | 1890 (vor) |      |       | Eisen                       |      |      |
| Haus Wittelsbach   | Radevormwald     | 1890 (vor) |      |       | Eisen                       |      |      |
| Havelock           | Radevormwald     | 1890 (vor) |      |       | Eisen                       |      |      |
| Honsberger Kratzer | Kräwinklerbrücke |            |      |       | Eisen                       |      |      |
| Havelock           | Radevormwald     | 1890 (vor) |      |       | Eisen                       |      |      |
| Odin               | Radevormwald     | 1890 (vor) |      |       | Eisen                       |      |      |
| Pombal             | Radevormwald     | 1890 (vor) |      |       | Eisen                       |      |      |
| Plantagenet        | Radevormwald     | 1890 (vor) |      |       | Eisen                       |      |      |
| Quenstedt          | Radevormwald     | 1890 (vor) |      |       | Eisen                       |      |      |
| Tancred            | Radevormwald     | 1890 (vor) |      |       | Eisen                       |      |      |
| Thusnelda          | Radevormwald     | 1890 (vor) |      |       | Eisen                       |      |      |
| Ziska              | Radevormwald     | 1890 (vor) |      |       | Eisen                       |      |      |

### Reichshof
| Name           | Gemeinde                            | Beginn          | Ende      | Teufe     | Anmerkungen | Lage | Bild |
| -------------- | ----------------------------------- | --------------- | --------- | --------- | --- | ---- | ---- |
| Alter Bleiberg | Zimmerseifen                        |                 | 1863      |           | Blei | Lage |      |
| Josina         | Mittelagger / Heiden / Allinghausen | 1752-06-26      |           |           | Blei; auf dem Koppelberg bei Mittelagger |      |      |
| Fahrenberg     | Fahrenberg                          |                 |           |           | Blei |      |      |
| Katzwinkel     | Mittelagger / Heiden / Allinghausen | 1866-12-21      |           |           | Blei; kurzer Stollen in der Flur “in der alten Freiheit”; ein 1 Meter mächtiger Gang der Bleischnüre führte; nur Versuchsarbeiten |      |      |
| Kupferberg     | Mittelagger / Heiden / Allinghausen | 1866-12-21      |           |           | Blei, Kupfer |      |      |
| Heidberg       | Heidberg / Hespert                  | 16. Jh.         | 1880 ?    | 190 m     | Blei, Silber, Kupfer; Wiederaufnahme 1883 ; Oberer Stollen; Tiefer Stollen; drei Gänge: der alte Heidberger Gang, der neue Heidberger Gang und der St. Georgsgang; bis 1 m mächtig; Wasserkunst; 3 Schächte (neuer Schacht nordwestlich von Heidberg)                                                                 | Lage |      |
| Puhlbruch      | Eckenhagen                          | 16. Jh.         |           |           | Blei, Silber, Eisen ? |      |      |
| Sankt Anna     | Mittelagger                         | 1752-06-26      |           |           | Blei; auf dem Koppelberg bei Mittelagger |      |      |
| Silberkuhle    | Tillkausen                          | 1500 (weit vor) | 1857      |           | Eisenerz, Bleiglanz, Kupferkies, Zinkblende, Silber; 3,5 km ostsüdöstl. von Eckenhagen, 8 km südöstl. von Bergneustadt; 1849 8 Bergleute (Förderung: 88 t Bleierze) | Lage |      |
| Stollen        | Wiehl                               |                 |           |           | nördlich von Wiehl; evtl. in Zusammenhang mit Silberkuhle | Lage |      |
| Stollen        | Wiehl                               |                 |           |           | nördlich von Wiehl; evtl. in Zusammenhang mit Silberkuhle | Lage |      |
| Stollen        | Zimmerseifen                        |                 |           |           | westlich von Zimmerseifen; oberhalb des Pochwerks im Weschesiefen | Lage |      |
| Stollen        | Fahrenberg                          |                 |           |           | nördlich von Fahrenberg in der Bleischlade | Lage |      |
| Wächter        | Hespert                             | 1741-02-11      |           |           | Bleiglanz, Kupferkies, Zinkblende, Silber; auch Silberkaule genannt; in der Silberkuhle (evtl. identisch mit selbiger Grube); 250 m langer Pingenzug; Mächtigkeit von 40 bis 50 cm; 1846 Wiederaufnahme mit 30 m tiefem, flachen Schacht; 1920/21 Schürfarbeiten                                                      |      |      |
| Wildberg       | Wildberg / Eckenhagen               | 1167            | 1911/1912 | 302 m 911 | Blei, Silber, Zink, Kupfer; ab 1122 Abbaurecht vergeben; 1167 erstmals urkundlich erwähnt; um 1718 Erbstollen; bis 5 m mächtig; Friedrich-Schmidt-Stollen (104 m Teufe); Schacht I (Casterschacht), 1897 Schacht II; 1904 Schacht III (Burgschacht, Lage); Betriebszeiten: 1718–1770, 1813–1911; bis zu 400 Bergleute | Lage |      |

### Waldbröl
| Name             | Gemeinde     | Beginn | Ende | Teufe | Anmerkungen              | Lage | Bild |
| ---------------- | ------------ | ------ | ---- | ----- | ------------------------ | ---- | ---- |
| Blume I – IV     | Hermesdorf   |        |      |       | Eisen, Mangan            |      |      |
| Brutus           | Seifen       |        |      |       | Eisen, nördl. von Seifen |      |      |
| Büscherhof       | Herfen       |        |      |       | [ 37 ]                   |      |      |
| Großer Steinberg | Schnörringen |        |      |       | [ 37 ]                   |      |      |
| Hoffnung         | Herfen       |        |      |       | [ 37 ]                   |      |      |
| König Leopold    | Heide        |        |      |       | [ 37 ]                   |      |      |
| Luetzingen       | Luetzingen   |        |      |       | [ 37 ]                   |      |      |
| Pflaume          | Helzen       |        |      |       | [ 37 ]                   |      |      |
| Pudding          | Schönenbach  |        |      |       | [ 37 ]                   |      |      |
| Schierenberg     | Schnörringen |        |      |       | Eisen                    |      |      |
| Sondermann       | Krahwinkel   |        |      |       | [ 37 ]                   |      |      |
| Stolzenfels      | Brenzingen   |        |      |       | [ 37 ]                   |      |      |
| Terra            | Wehn         |        |      |       | [ 37 ]                   |      |      |
| Wiese            | Seifen       |        |      |       | [ 37 ]                   |      |      |
| Winand           | Hufen        |        |      |       | Eisen, Blei              |      |      |

### Wiehl
| Name                          | Gemeinde   | Beginn     | Ende           | Teufe | Anmerkungen | Lage | Bild |
| ----------------------------- | ---------- | ---------- | -------------- | ----- | --- | ---- | ---- |
| Alte Giersberg                | Forst      | 1474       |                |       | Eisen; ältester Stollen des bergischen Landes |      |      |
| Apfel                         | Forst      |            |                |       | Eisen; zu Vereinigter alter Stollenberg |      |      |
| Bliebach                      | Morkepütz  |            | 1911           | 120 m | Blei, Zink; bis zu 180 Betriebsmitarbeiter; Wäsche am nahegelegenen Alpebach in Mühlhausen | Lage |      |
| Blücher                       | Forst      |            |                |       | Eisen; zu Vereinigter alter Stollenberg |      |      |
| Braunfels                     | Forst      |            | 1863 (nach)    |       | Eisen |      |      |
| Bruchberg                     | Forst      | 1858 (vor) |                |       | Eisen |      |      |
| Busch                         | Forst      |            |                |       | Eisen; zu Vereinigter alter Stollenberg |      |      |
| Butterberg                    | Forst      |            |                |       | Eisen; zu Vereinigter alter Stollenberg |      |      |
| Christiana                    | Mühlhausen |            |                |       | Blei, Zink |      |      |
| Diana                         | Merkausen  |            | 1874           |       | Blei |      |      |
| Engelberg II                  | Forst      |            |                |       | Eisen; zu Vereinigter alter Stollenberg |      |      |
| Herkules                      | Forst      | 1858 (vor) |                |       | Eisen |      |      |
| Hühnernest                    | Forst      | 1575       |                |       | Eisen |      |      |
| In den Raukaulen              | Forst      |            |                |       | Eisen; Tagebau |      |      |
| Kauert                        | Forst      |            |                |       | Eisen; zu Vereinigter alter Stollenberg |      |      |
| Kirchenfeld                   | Forst      | 1819       |                |       | Eisen; zu Vereinigter alter Stollenberg |      |      |
| Rauenkuhlen                   | Forst      |            |                |       | Eisen; Tagebau; ehemals In den Rauenkuhlen; zu Vereinigter alter Stollenberg |      |      |
| Schlamm                       | Forst      |            |                |       | Eisen; zu Vereinigter alter Stollenberg |      |      |
| Stollenberg                   | Forst      |            |                |       | Eisen; zu Vereinigter alter Stollenberg |      |      |
| Tiefe Bomig                   | Bomig      |            |                |       | Eisen |      |      |
| Vereinigter Alter Stollenberg | Forst      |            | 1910, 25. Nov. |       | Eisen; Konsolidation aus Alter Stollenberg, Butterberg, Apfel, Braunfels, Schlamm, Kirchenfeld, Busch und den bei Kaltenbach gelegenen Gruben 15 Löwenpfähl und Litz; bis zu 101 Betriebsmitarbeiter |      |      |

### Wipperfürth
| Name       | Gemeinde   | Beginn  | Ende | Teufe | Anmerkungen | Lage | Bild |
| ---------- | ---------- | ------- | ---- | ----- | --- | ---- | ---- |
| Danielszug | Kupferberg | 15. Jh. |      | 360 m | Kupfer; 1792 Wasserkunst; Danielschacht; 1899 Emilschacht; 9 Tiefbausohlen (60, 94, 134, 164, 200, 240, 280, 320 und 360 m) |      |      |